# Museo Paleontológico de Galve
El Museo Paleontológico de Galve es un museo paleontológico situado en la localidad turolense de Galve (España).
Fue inaugurado en 1993 para albergar y conservar la colección de José María Herrero Marzo, quien había recogido e identificado fósiles hallados en Galve. La colección está formada por restos de dinosaurios, reptiles, mamíferos, cocodrilos, tortugas y otros animales marinos del Cretácico. Entre los restos de dinosaurios destacan los huesos del Galvesaurus herreroi, el mayor diente de carnosaurio encontrado en España, parte del esqueleto del Aragosaurus ischiaticus, identificado gracias a los restos encontrados por José María Herrero.
El museo cuenta con paneles informativos y servicio de guías, visitas guiadas al museo y al Yacimiento de icnitas de dinosaurio de Las Cerradicas, y recorridos de interés paleontológico y geológico por la zona.